# Catharine (Pennsylvania)
Catharine  è una township degli Stati Uniti d'America, nella contea di Blair nello Stato della Pennsylvania. Secondo il censimento del 2000 la popolazione è di 758 abitanti.

## Società

### Evoluzione demografica
La composizione etnica vede una maggioranza di quella bianca (98,02%), seguita dagli afroamericani (1,06%) dati del 2000.
| township di Catharine Popolazione |     |
| 2000                              | 758 |
| Stima al 2009                     | 767 |